# Satrup Kirke
Satrup Kirke er en kirke, der ligger i landsbyen Satrup i Midtangel i Sydslesvig i den nordtyske delstat Slesvig-Holsten. Kirken er sognekirke i Satrup Sogn.
Den senromanske kampestenskirke er opført omkring år 1200. Kirken er viet Skt. Laurentius. Ved kirkens nordvesthjørne findes et indmuret sten med et relief af en ridder på en lille hest i fuld galop. Billedkvaderen er opført i grovkornet granit. Dens dimensioner er 48 cm i højden, 66 cm i bredden og 28 cm i dybden. Kirkeskibet har fladt bjælkeloft med ornamentale malerier fra 1959, mens koret er dækket af sengotisk krydsribbehvælv. Flere romanske rundbuevinduer er bevaret. Det nuværende tårn er fra 1903, og afløste en ældre fritstående klokkestabel.
Af kirkens interiør kan bl.a. nævnes den søjleindelte barokaltertavle fra 1734. Døbefonten af gotlandsk granit er fra 1200-tallet. Den sengotiske korsfæstelsesgruppe er fra 1400-tallet. Den udskårne prædikestol fra senrenæssancen er fra 1607. Prædikestolens fem felter viser centrale temaer fra Jesu liv.
Kirkesproget i sognet var i årene før 1864 blandet dansk-tysk. Menigheden hører i dag under den nordtyske lutherske kirke.